# LimeSurvey
LimeSurvey (предишно име PHPSurveyor) е приложение с отворен код за проучване, написано на PHP, базирано на MySQL, PostgreSQL или MSSQLdatabase, разпространяващо се под GNU General Public License. Направено е с приятен интерфейс, позволявайки на потребителите да разработват и публикуват проучвания, и да събират отговори, без да правят каквото и да е писане на код.

## Общи характеристики
LimeSurvey е уеб приложение, което се инсталира на потребителския сървър. След инсталация потребителите могат да контролират LimeSurvey през уеб интерфейс. Потребителите могат да използват rich text във въпроси и съобщения, използвайки rich text editor, видео и снимки също могат да бъда интегрирани в проучването. Цялостното оформление и дизайн могат да бъдат променени чрез шаблони. Шаблоните могат да бъдат променяни в WYSIWYG HTML editor. Освен това шаблоните могат да бъдат вкарвани и изкарвани от базата данни чрез текстовия редактор. След като проучването се финализира, потребителят може да го активира, правейки го активно за преглеждане и отговори. По същия начин въпроси също могат да бъдат махани и добавяни през интерфейса. LimeSurvey няма лимит на проучванията, които потребителя може да създаде, няма и лимит на това колко отговора може да има. Освен останалите технически и практически ограничения, няма и ограничение на броя на въпросите, които едно проучване може да има.
Въпросите се добавят в групи. Въпросите във всяка група се организират на една и съща страница. Анкетите могат да включват различни видове въпроси, които са в множество формати, включително многоизборен, въвеждане на текст, падащи списъци, цифров вход, вход слайдер, и просто да/не вход. Въпросите могат да бъдат подредени в двумерен масив, с опции върху една операциона система, на базата на въпроси, свързани с друга операциона система. Въпросите може да зависят от резултатите от други въпроси. Например отговарящият може да се попита за транспорта, с който пътува, ако той или тя отговори утвърдително на предишния въпрос – „Имате ли работа?“.

## Допълнителна характеристики
LimeSurvey предлага и няколко по-разширени функции. Приложението предвижда основни статистически и графични анализи на резултатите от изследванията. Изследванията могат да бъде публично достъпни или стриктно да се контролират чрез използването на „еднократен“ символ, достъпен само за избрани участници. Освен това, участниците могат да бъдат анонимни, или LimeSurvey може да следи IP адресите на участниците. Много по-подробен списък на характеристиките може да се намери на интернет страницата LimeSurvey.

## Хостинг
Многобройни уеб хостинг услуги предлагат LimeSurvey хостинг, като инсталиране по избор или чрез контролния панел като cPanel с Fantastico, Plesk и Virtualmin Professional. LimeSurvey също е пренесен от трети страни към различни системи за управление на съдържанието, като PostNuke, и XOOPS. Съществува връзка с Joomla, но тя не е съвместима с версия 1.5 на Joomla. Основния разработчик и ръководител на проект LimeSurvey, Карстен Шмиц, е и собственик на компанията LimeService, която предлага LimeSurvey хостинг за малка такса. Тази услуга е подобна на уеб приложения, като SurveyMonkey, като основната разлика е, че таксите LimeService са на базата на броя на хората, които отговарят на изследването, а не на времето, за което проучването е активно, както и другите подобни услуги. LimeService предлага до 25 безплатни анкети на месец, като правата за допълнителни анкети могат да бъдат закупени с няколко пакета.

## Международни функции
И двата интерфейса (frontend и backend) на LimeSurvey са достъпни на повече от 50 езика и диалекта, 22 от тях с над 95% направени преводи. Използва се UTF-8 кодова таблица. Основно преводите включват: албански, баски, китайски, хърватски, датски, холандски, фински, френски, галисийски, немски, гръцки, унгарски, иврит, италиански, японски, португалски, руски, сръбски, български, словенски, испански, шведски. Има и много други частични преводи на други езици.

## История
LimeSurvey е регистрирана като проект в SourceForge.net, наречен PHPSurveyor, на 20 февруари 2003 г. Написан е от австралийския разработчик на софтуер Джейсън Клийланд. Първата официална версия 0.93 излиза на 5 март 2003 година. Проектът бързо се развива в голяма аудитория от потребители, след разработването на допълнителни функции като клонове (условия), контрол на символите и шаблони.
През 2004 г. по време на президентските избори през 2004 в САЩ, PHPSurveyor е била използвана за събиране на данни за гласуването и нередности. В нея са маркирани над 13 500 инцидента в първите 10 часа от гласуването и е избрана за част от Election Incident Reporting System.
В началото на 2006 г. проектът е даден на Кърстин Шмиц, немски ИТ мениджър. На 17 май 2007 г. името на проекта е променено от PHPSurveyor на LimeSurvey, за да се направи лесно лицензирането на софтуера, като се изключи PHP.
В края на 2008 г. LimeSurvey хостинг, наречен LimeService е стартиран от ръководителя на проекта Кърстин Шмиц. В него се намира LimeSurvey за потребителите срещу малка такса за ползване.
На 4 юни 2008 г. LimeSurvey се класира високо в SourceForge.net, с обща ранг 99 от над 100 000 проекти. То е било изтеглено над 200 000 пъти и развитието му е посочен като „5 – Създаване/Стабилна, 6 – Напълно развит“. През 2009 г. LimeSurvey участва в програмата „Google Summer of Code“, насърчаваща ученици на възраст над 18 години да работят по проекти, насочени към подпомагане на проекти с отворен код. Студентските проекти помагат за развитието на интерфейса и статистически модул на новата версия LimeSurvey 2.0. През 2010 г. LimeSurvey отново участва в „Google Summer of Code“. Студентите създадоха Database Storage Engine за LimeSurvey 2.0, който изпълнява много по-търсените типове „File upload question“. През ноември LimeSurvey участват в Google Code-in, подобна програма за стимулиране на студенти в проекти „отворен код“. Задачите варират от подобряване LimeSurvey на Уикипедия страници до подобряване на потребителския интерфейс. От 2010 г. има по 2944 сваляния седмично от LimeSurvey на SourceForge, а рангът на Алекса трафика достига до 32 633.

### Version 2.0
Екипът на LimeSurvey разработва нов LimeSurvey версия 2.0. Кодът на LimeSurvey 2.0 е напълно пренаписан от нулата с помощта на MVC (Model-View-Controller) подход и PHP framework CakePHP. Освен структурните промени за по-добро приспособяване на новата версия, кодът ще има и много по-достъпен графичен интерфейс, с напълно нов дизайн с AJAXtechnology – модулност и GUI са основните моменти, които липсват в настоящата версия 1.x.

## Прием
През декември 2007 г. LimeSurvey печели първото място Les Trophées du Libre в категорията „Предприятие за управление“. В конкурса Les Trophées du Libre се присъжда за новаторски и перспективни проекти с отворен код. През 2008 г. LimeSurvey е номиниран в категорията „Най-добър проект за предприятията в SourceForge.net „Community Choice Awards 2008“.